# سحابی پیش‌سیاره‌ای

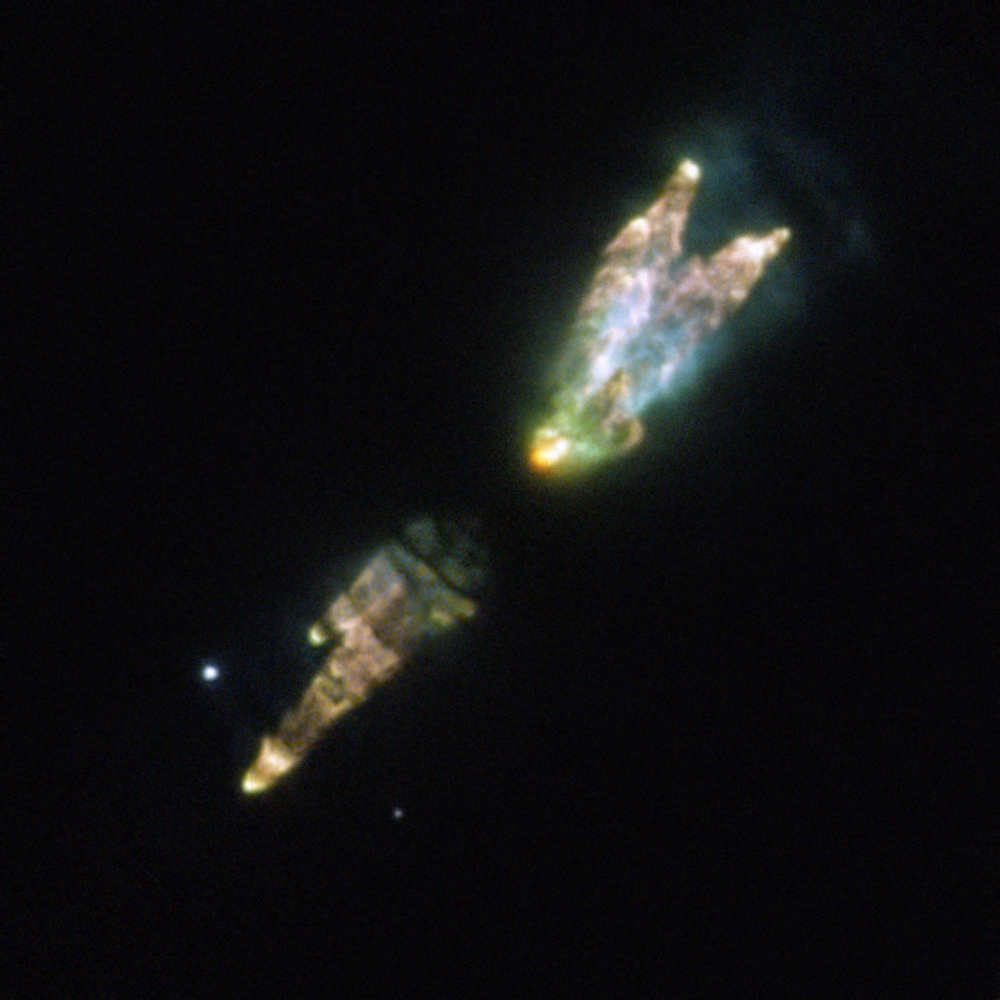
The سحابی وستبروک، یک سحابی پیش سیاره‌ای.

سحابی پیش‌سیاره‌ای (انگلیسی: Protoplanetary nebula) (Sahai, Sánchez Contreras & Morris 2005) (PPN، جمع PPNe) یک جرم آسمانی است که در دوره کوتاه مدت در طول تکامل یک ستاره بین شاخه غول پیکر مجانبی متاخر (LAGB) [a] فاز و فاز سحابی سیاره‌ای بعدی (PN). یک PPN به شدت در طیف تابش مادون قرمز ساطع می‌کند و نوعی سحابی بازتابی است. این دومین مرحله از آخرین مرحلهٔ تکامل با درخشندگی بالا در چرخه زندگی ستارگان با جرم متوسط (1-8 M☉) است. (کاستنر ۲۰۰۵)

## نامگذاری
سحابی پیش‌سیاره‌ای IRAS 13208-6020 از موادی تشکیل شده‌است که توسط یک ستاره مرکزی به بیرون ریخته می‌شود.
نام سحابی پیش سیاره‌ای یک انتخاب ناخوشایند است به دلیل احتمال اشتباه گرفتنش با همان اصطلاح که گاهی هنگام بحث دربارهٔ مفهوم نامرتبط دیسک‌های پیش سیاره‌ای به کار می‌رود. نام سحابی پیش سیاره‌ای نتیجه اصطلاح قدیمی تر سحابی سیاره‌ای است که به دلیل نگاه ستاره شناسان اولیه از طریق تلسکوپ‌ها و یافتن شباهت ظاهری سحابی سیاره ای به غول‌های گازی مانند نپتون و اورانوس انتخاب شد. برای جلوگیری از هر گونه سردرگمی احتمالی، ساهای، سانچز کنترراس و موریس ۲۰۰۵ استفاده از یک اصطلاح جدید سحابی پیش سیاره ای را پیشنهاد کردند که با هیچ رشته دیگری از نجوم همپوشانی ندارد. آنها اغلب به عنوان ستاره‌های پس از AGB نامیده می‌شوند، اگرچه این دسته همچنین شامل ستارگانی می‌شود که هرگز ماده پرتاب شده خود را یونیزه نمی‌کنند.

## فرآیند شکل‌گیری
سحابی‌های پیش‌سیاره‌ای زمانی شکل می‌گیرند که یک ستاره کم‌جرم تا میان‌جرم (با جرم اولیه کمتر از ۸ برابر جرم خورشید) به پایان عمر خود نزدیک شده و پوسته‌های خارجی خود را از دست می‌دهد. این فرآیند شامل مراحل زیر است:
1. فاز غول سرخ: ستاره در این مرحله شروع به از دست دادن لایه‌های خارجی خود می‌کند.
2. تشکیل پوسته گازی: مواد بیرونی ستاره به فضای میان‌ستاره‌ای پرتاب شده و یک پوسته گازی اطراف هسته باقی‌مانده ایجاد می‌شود.
3. افزایش دمای هسته: دمای باقی‌مانده‌ی ستاره افزایش یافته و پرتوهای فرابنفش منتشر می‌کند که می‌تواند باعث یونیزه شدن گازهای اطراف شود، در نتیجه به سحابی سیاره‌ای تبدیل می‌شود.

## ویژگی‌های سحابی پیش‌سیاره‌ای
- نور بازتابی: این سحابی‌ها عمدتاً از نور بازتابی ستاره‌ی مرکزی تشکیل شده‌اند، زیرا دمای آن‌ها هنوز به حدی نرسیده که بتوانند گازهای اطراف را یونیزه کنند.
- ساختارهای پیچیده: بسیاری از این سحابی‌ها دارای ساختارهای متقارن، دوقطبی و حلقوی هستند که ناشی از بادهای ستاره‌ای و تأثیر میدان‌های مغناطیسی است.
- انتشار مادون قرمز: به دلیل وجود گرد و غبار، این سحابی‌ها در طول‌موج‌های مادون قرمز درخشان هستند و می‌توان آن‌ها را با تلسکوپ‌های مادون قرمز شناسایی کرد.

## نمونه‌های شناخته‌شده
- سحابی پیش‌سیاره‌ای تخم‌مرغ (Egg Nebula - CRL 2688): یکی از معروف‌ترین نمونه‌های این نوع سحابی‌ها که دارای ساختار دوقطبی است و در صورت فلکی ماکیان قرار دارد.
- سحابی پیش‌سیاره‌ای بومرنگ (Boomerang Nebula): این سحابی یکی از سردترین مناطق شناخته‌شده در کیهان است که دمای آن حتی کمتر از تابش زمینه کیهانی است.

## اهمیت در کیهان‌شناسی
سحابی‌های پیش‌سیاره‌ای اهمیت زیادی در درک تکامل ستاره‌ای و فرآیندهای بازگشت مواد به محیط میان‌ستاره‌ای دارند. این سحابی‌ها عناصر سنگین تولیدشده درون ستاره را به فضا منتشر می‌کنند و در نهایت در تشکیل ستاره‌ها و سیارات جدید نقش دارند.